# Ulrich Bodenmann
Ulrich Bodenmann (* 24. Februar 1696 in Urnäsch; † 15. Juli 1774 in Urnäsch; heimatberechtigt in Urnäsch) war ein Schweizer Politiker von Appenzell Ausserrhoden.

## Leben
Ulrich Bodenmann, Sohn des Ulrich Bodenmann, heiratete 1723 Catharina Engler, Tochter des Hans Engler. Ab 1729 war er Gemeindehauptmann von Urnäsch. Als Landesbeamter von Appenzell Ausserrhoden war er von 1732 bis 1738 Landeshauptmann hinter der Sitter, von 1738 bis 1756 Landesseckelmeister und von 1756 bis 1762 Landesstatthalter. Als Inhaber dieser Landesämter war er während 34 Jahren Mitglied des Kleinen Rats (heute Exekutive), des Grossen Rats (heute Legislative) und der Gerichte (Judikative). 